# Castello di Hume
Il castello di Hume (in inglese Hume Castle) si trova nell'omonima città appartenente all'area comunale degli Scottish Borders nella contea del Berwickshire, a circa 6 chilometri a nord di Kelso, in Scozia. Il castello originario venne edificato nel XII secolo ma nelle sue forme recenti è un capriccio architettonico e la sua costruzione risale al XVIII secolo.

## Storia

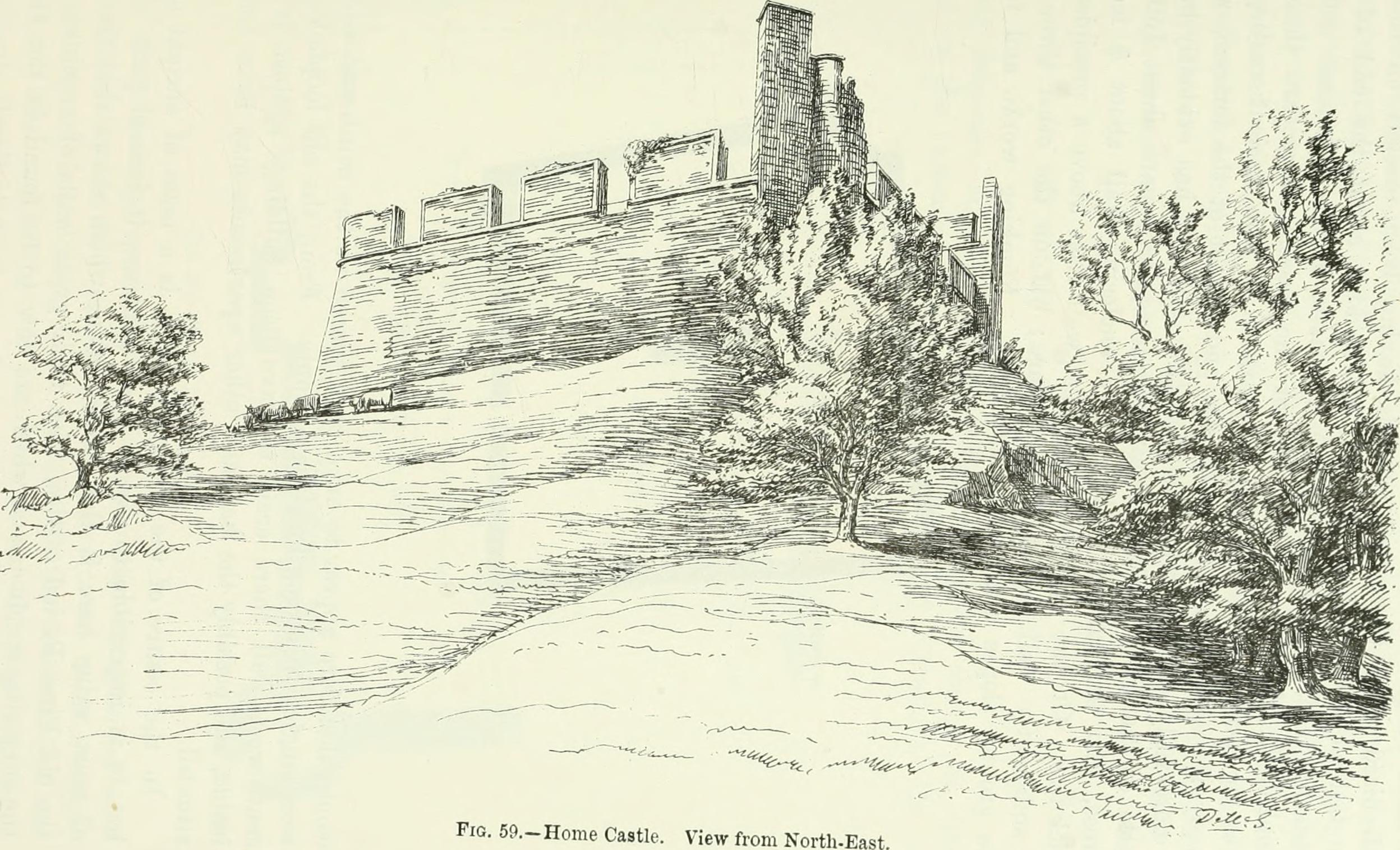
Il castello di Hume in una stampa del 1887

Sul sito del castello di Hume era presente una fortezza sin dalla fine del XII che venne impiegato come faro e punto di avvistamento per avvisare la popolazione di una possibile invasione dall'Inghilterra. Il territorio fu concesso per la prima volta ad Ada, sua figlia, dal sesto conte di Dunbar e March. Questa sposò il cugino Guglielmo di Greenlaw che da quel momento fu noto come Guglielmo di Home. Il castello divenne così la sede originaria della famiglia Home da cui prende il nome. È stato uno dei primi tipi di castello in Scozia con una pianta di cortile rettangolare, insolita nel sud mentre si trova più spesso nelle Highlands occidentali. Fu l'unico castello di Borders a non essere distrutto dalla politica della terra bruciata di Robert Bruce nel 1313. Nel 1460 il re Giacomo II di Scozia e la consorte, Maria di Gueldres, soggiornarono nel castello durante l'assedio del castello di Roxburgh, controllato dagli inglesi. Durante l'assedio il re rimase ucciso dallo scoppio di una pistola che esplose mentre accendeva la miccia. Nel 1547 il castello venne espugnato dal duca di Somerset nonostante le sue difese fossero state rafforzate dai francesi. Il quarto lord Home lo riconquistò l'anno successivo, mettendo a morte la guarnigione e da allora in poi fu utilizzato per lo stoccaggio delle armi inglesi catturate. Nel 1569 il castello fu presa nuovamente dal conte di Sussex e bruciato, in seguito al rinnovato sostegno del quinto Lord Home a Mary Queen of Scots. Nel 1651 il colonnello Fenwick attaccò il castello per conto di Oliver Cromwell e il bombardamento di artiglieria ridusse il castello in rovina. Nel XVIII secolo, in seguito alla vendita della baronia di Home da parte del conte di Home a sir Hugh Hume di Polwarth, terzo conte di Marchmont, le mura del castello furono ricostruite nella loro forma recente, come un capriccio architettonico, ma si possono ancora vedere i resti del mastio centrale e altre strutture medievali. Durante le guerre napoleoniche, il castello di Hume fu utilizzato come faro, parte di un sistema di allerta. Nella notte del 31 gennaio 1804 un sergente dei volontari del Berwickshire, in quel momento di vedetta, scambiò i fuochi dei carbonai su Dirrington Law come un assalto e fece accendere tutti i fari di confine a ovest facendo accorrere alla difesa circa 3.000 volontari. Quell'episodio venne poi ricordato come il Grande Allarme. Nel 1929 il castello e il terreno circostante furono acquistati dal segretario di stato per la Scozia, essendo stati precedentemente venduti dalla tenuta Marchmont prima della guerra del 1914-18. Durante la seconda guerra mondiale ritorno un punto di vedetta importante e base di resistenza attiva in caso di invasione tedesca. Divenne poi proprietà della Berwickshire Civic Society che operò per il suo restauro. Il castello fu riaperto ai visitatori nel 1992 e la proprietà del castello tornò agli Hume dopo un intervallo di circa 100 anni, quando fu acquisito dall'Hume Castle Preservation Trust nel 2005.

## Descrizione

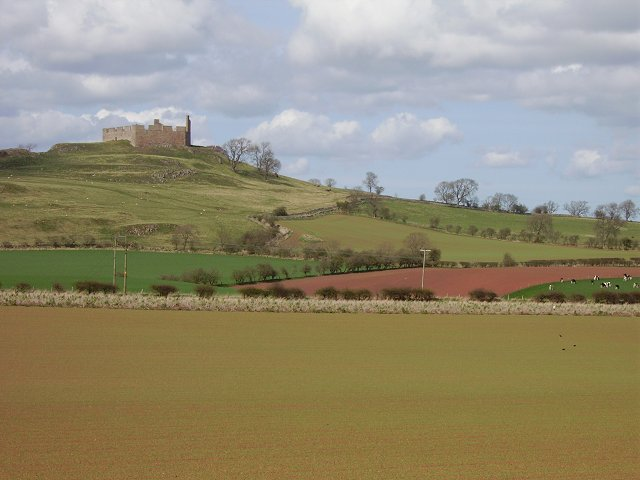
Panorama col castello di Hume

Il castello di Hume si trova in posizione elevata nel territorio di Hume negli Scottish Borders della contea del Berwickshire a nord di Kelso, in Scozia. Posto in posizione ideale per controllare la vista sul Merse e i confini inglesi è in gran parte stato ricostruito nel XVIII secolo. Indagini recenti hanno individuato molte strutture medievali come fondamenta, resti di torri e avamposti. Parte del mastio originale è ancora in rovina all'interno della struttura recente. Nessuna delle fondamenta originali del castello di Hume è visibile, le mura ricostruite nel XVIII secolo presentano una superficie uniforme e ininterrotta. Essendo state innalzate sulle vecchie fondamenta dall'ultimo conte di Marchmont nel 1794, dell'antica roccaforte non rimane nulla se non la forma generale e l'estensione delle mura di cinta esterne. In pianta era un quadrato irregolare.

### Monumento classificato come edificio storico
Il Town and Country Planning ha indicato il castello di Hume come monumento classificato di grado A.